# Piauí EC
Piauí Esporte Clube – brazylijski klub piłkarski z siedzibą w mieście Teresina, stolicy stanu Piauí. Niekiedy spotkać się można ze skrótem pełnej nazwy klubu - PEC.

## Osiągnięcia
- Mistrz stanu Piauí (Campeonato Piauiense) (5): 1966, 1967, 1968, 1969, 1985
- Torneio início (5): 1966, 1969, 1972, 1980, 1987
- Finał Copa Piauí: 2007

## Historia
Klub Piauí założony został 15 sierpnia 1948. Obecnie występuje w pierwszej lidze stanu Piauí. Zdarzało się jednak, że klub spadał do drugiej ligi. Po jednym z takich przypadków Piauí w 1957 zdobył swoje jedyne mistrzostwo drugiej ligi stanowej.